# 短柄草
短柄草（学名：Brachypodium sylvaticum）或小颖短柄草、呂宋短柄草，是一种禾本科植物。这种植物主要分布于中国四川西北部，云南、甘肃及西藏部分地区的高原亚高山和部分高山地带。

## 变种
- 短柄草（原变种） var. sylvaticum
- 小颖短柄草（变种）var. breviglume Keng
- 细株短柄草（变种）var. gracile (Weig.) Keng